# Favonius (mythologie)
Pour les articles homonymes, voir Favonius.
Dans la mythologie romaine, Favonius (du latin favor, « rechauffement ») est le dieu des vents d'ouest, doux et chauds (favorables). Il est l'équivalent de Zéphyr dans la mythologie grecque.
Il fait partie des quatre Ventus Venti (vents venant des quatre points cardinaux), fils d'Éole et Aurore avec Aquilon, Vulturnus et Auster. Favonius est accompagné d'Africus (ou Afer, « pluvieux ») qui se tient à sa droite et de Corus à sa gauche (Histoires Naturelles, Pline).
Puisqu'il souffle à l'Ouest, il est associé également au printemps et à la germination des plantes. De plus, les cochers du cirque de Rome portaient des tuniques blanches, symboles de rapidité, en son honneur.
Favonius est le père des cultures. Son fils est appelé Carpus « fruit » dans Ovide. L'identification de Favonius et de Faunus est ancienne. Le 13 février était célébrée la dédicace du temple de Faunus, et ce jour était connu comme celui au cours duquel Favonius, le vent d'ouest fructifiant, commençait à souffler.